# Sonseca
Sonseca ist eine Kleinstadt und eine aus dem Hauptort und dem Weiler Casalgordo bestehende zentralspanische Gemeinde (municipio) mit 11.328 Einwohnern (Stand: 2024) in der Provinz Toledo in der Autonomen Gemeinschaft Kastilien-La Mancha.

## Lage und Klima
Die Kleinstadt Sonseca liegt knapp 28 km (Fahrtstrecke) südlich von Toledo in der historischen Provinz La Mancha in einer Höhe von ca. 755 m; bis nach Madrid sind es gut 110 km in nördlicher Richtung. Die nächstgrößeren Orte sind Orgaz (knapp 10 km südöstlich) und Mora (ca. 22 km östlich). Das Klima im Winter ist rau, im Sommer dagegen trocken und warm; der spärliche Regen (ca. 430 mm/Jahr) fällt überwiegend in den Wintermonaten.

## Bevölkerungsentwicklung
| Jahr      | 1857  | 1900  | 1950  | 2000  | 2017   |
| Einwohner | 4.546 | 4.415 | 5.825 | 9.467 | 11.068 |

Die Bevölkerung der Kleinstadt ist seit Beginn der Landflucht in den 1950er Jahren deutlich gewachsen.

## Wirtschaft
Das Umland von Sonseca war und ist im Wesentlichen landwirtschaftlich geprägt, wobei der Weinbau (La Mancha D. O.) eine wichtige Rolle spielt; die Kleinstadt selbst diente als handwerkliches und merkantiles Zentrum für die umliegenden Dörfer.

## Geschichte
Prähistorische, römische, westgotische und maurische Funde wurden in der Region gemacht. Im Jahr 1085 wurde die Gegend von Alfons VI. zurückerobert (reconquista) und von Christen aus dem Norden und dem Süden der Iberischen Halbinsel wiederbesiedelt (repoblación). Viele Neusiedler betätigten sich als Weber von Schafwolle. Im 16. Jahrhundert erlebte die Stadt eine Blütezeit, bis sie schließlich – wie viele Orte der Region La Mancha – in der Bedeutungslosigkeit versank.

## Sehenswürdigkeiten

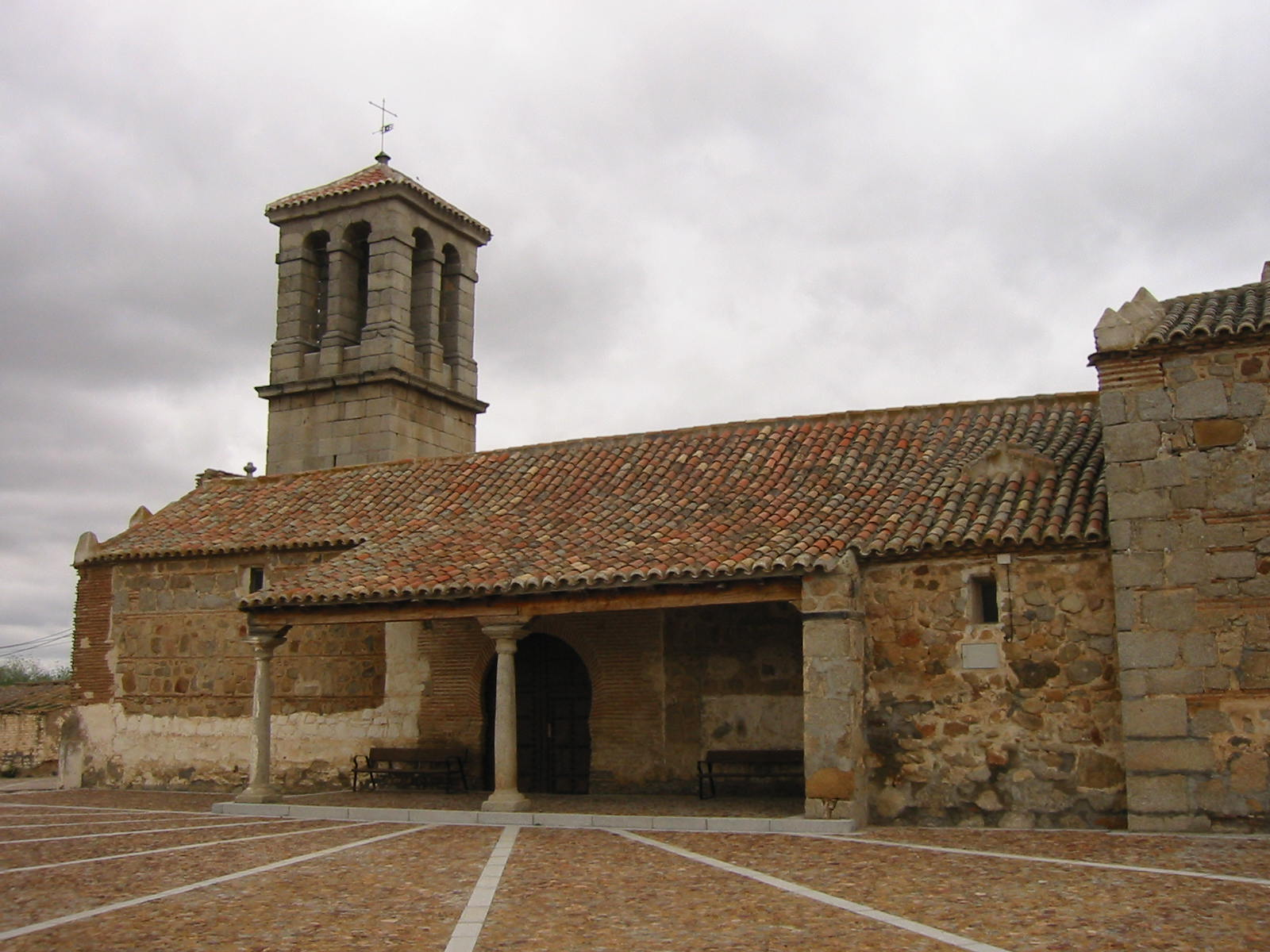
Casalgordo – Kirche San Ildefonso

- Wichtigste Sehenswürdigkeit der Stadt ist die im 16. Jahrhundert im Mudéjar-Stil aus Bruch- und Ziegelsteinen errichtete Iglesia de San Juan Evangelista mit ihrem Glockenturm (campanario). Das Gewölbe des Kirchenschiffs stammt aus dem 18. Jahrhundert und ist mit Stichkappen versehen. Die flachschließende, aber sterngewölbte Apsis birgt ein Figuren- und bildergeschmücktes Altarretabel (retablo) aus der Zeit um 1600.
- Im Stadtzentrum steht die im 16. Jahrhundert erbaute Ermita del Cristo de la Vera Cruz; ihre Fassade ist aus Hausteinen errichtet und wird von einem Glockengiebel (espadaña) überhöht.

Umgebung
- Im Weiler Casalgordo steht die einfache Dorfkirche San Ildefonso, deren Außenmauern aus Bruch- und Ziegelsteinen errichtet sind; lediglich der später entstandene Glockenturm ist aus exakt bearbeiteten Hausteinen gefügt.
- Bei dem Weiler befinden sich die Ruinen der westgotischen Klosterkirche San Pedro de la Mata.

## Persönlichkeiten
- Mario Martín (* 2004), Fußballspieler